# Csesznekyové
Csesznekyovci (Česnekovci) je uherský šlechtický rod žijící na území dnešního Maďarska, Chorvatska a Slovenska. Své jméno tento rod odvozuje podle hradu ve vesnici Csesznek, ve Vesprémské župě.

## Historie
Rod Csesznekyovců je znám od 30. let 13. století, kdy je v listinách poprvé zmíněn jejich předek Apa z klanu Bána. Ve 14. století byli povýšeni na hrabata.